# Селевк II Каллиник
Селевк II Каллиник (др.-греч. Σέλευκος Β' Καλλίνικος, «Каллиник» — «добрый победитель», ок. 265 до н. э. — 225 до н. э.) — царь Сирии (с 246 до н. э.) из династии Селевкидов. Сын Антиоха II Теоса.
Провозглашён царём матерью Лаодикой после убийства её сторонниками второй жены Антиоха II Береники и её сына.
Эта междоусобица положила начало Третьей Сирийской войне (246 — 241 до н. э.). Египетский царь и брат Береники Птолемей III Эвергет вторгся на территорию державы Селевкидов и дошёл до реки Тигр, подчинив восточные провинции страны (Месопотамию). В то же время египетский флот достиг побережья Малой Азии.
Селевку удалось удержать внутренние районы Малой Азии. Когда Птолемей III вернулся в Египет, Селевк возвратил северную Сирию с Дамаском и ближние провинции Ирана. В 241 году до н. э. с Египтом был заключён мир.
Младший брат Селевка Антиох Гиеракс вместе с матерью Лаодикой выступил против него. Около 235 года до н. э. у Анкиры Селевк потерпел сокрушительное поражение, в результате брат получил во владение территории за Таврскими горами (Киликия).
После Селевк предпринял безрезультатный военный поход против Парфии. По некоторым источникам он даже провёл несколько лет в заключении у парфянского царя. Другие источники утверждают, что он заключил мир с парфянским царём Аршаком I, который признал верховную власть Селевка.
При Аттале I началось завоевание Малой Азии Пергамом. Антиох Гиеракс, после неудачных попыток захватить владения брата, в 229 году до н. э. был разбит Атталом I. После потери власти над собственными территориями Антиох Гиеракс бежал во Финикию в 227 году до н. э., где попал в плен, а при бегстве из плена его убили в 226 году до н. э.
Примерно через год Селевк погиб, упав с лошади.